# 지치과
지치과(--科, 학명: Boraginaceae 보라기나케아이[*])는 지치목의 과이다. 2009년 APG III 분류 체계는 목 분류없이 국화군으로 분류했으나, 2016년 발표된 APG IV 분류 체계는 지치과를 지치목에 속하는 유일한 과로 분류했다. 이후 지치목 워킹 그룹(Boraginales Working Group)의 2016년 분류에서는 전통적으로 지치과에 속하던 많은 식물이 분자계통학적 근거에 따라 지치목 아래의 다른 과로 재분류되었으며, 지치과는 아래에 3개의 아과를 두게 되었다.
열대에서 온대에 걸쳐 널리 분포하는데, 특히 지중해 지역에 많은 종이 있다. 세계적으로 100속의 2,000여 종 정도가 알려져 있으며, 한국에는 지치·꽃마리·꽃받이 등이 분포하고 있다.
거의가 초본이며, 식물 전체에는 거친 털이 나 있어서 꺼칠꺼칠하다. 잎은 홑잎으로 보통 어긋나며, 턱잎은 없다. 꽃은 일반적으로 방사대칭인 양성화이며, 대부분 총상꽃차례를 이루면서 달린다. 꽃은 5수화로서 꽃부리는 5갈래로 나뉘어 있는데, 그 밑 부분은 통모양을 하고 있다. 수술은 꽃부리통에 붙어 있다. 씨방은 상위로 2개 또는 4개의 방으로 나뉘어 있으며, 각 방에는 2개의 밑씨가 만들어진다. 씨방은 4갈래로 깊게 갈라져 있는 것이 많아 익으면 대부분 4개의 견과가 된다.

## 하위 분류
- 꽃마리아과(Cynoglossoideae Weigend)
- 덤불지치아과(Echiochiloideae Weigend)
- 지치아과(Boraginoideae Arn.)